# ستسوکو یوشیدا
ستسوکو یوشیدا (انگلیسی: Setsuko Yoshida; ۴ نوامبر ۱۹۴۲ – ۲۶ اکتبر ۲۰۱۴) بازیکن والیبال اهل ژاپن بود.